# Hertog van Urach

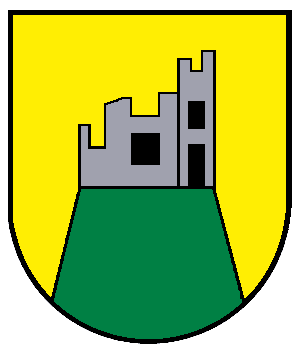
Wapen van Urach

De titel hertog van Urach werd in 1867/1868 gecreëerd als titel voor een uit een morganatisch huwelijk stammende zijlinie van het huis Württemberg. De eerste die deze titel kreeg was Frederik Willem, graaf van Württemberg, bij besluit van 28 mei 1867. Hij kreeg hierbij het predicaat Doorluchtigheid. Zijn zoon, de tweede hertog van Urach, regeerde korte tijd als Mindaugas II over Litouwen.

## Hertogen van Urach
- Willem, eerste hertog van Urach (1810-1869)
- Willem, tweede hertog van Urach (1864-1928)
- Karel Gero, derde hertog van Urach (1899-1981)
- Karel Anselm, vierde hertog van Urach (1955), hij legde in 1991 zijn titel neer ten gevolge van een morganatisch huwelijk
- Willem Albert, vijfde hertog van Urach (1957), een broer van de voorgaande